# Government Camp
Government Camp es un lugar designado por el censo ubicado en el condado de Clackamas en el estado estadounidense de Oregón. En el año 2010 tenía una población de 193 habitantes.

## Geografía
Government Camp se encuentra ubicado en las coordenadas 45°18′8.02″N 121°45′9.29″O / 45.3022278, -121.7525806.